# Den tripolitanske krig
Den tripolitanske krig, også kendt som Den første berberiske krig, fandt sted fra 1801 til 1805. USA og Sverige på den ene side mod de berberiske lande, Qaramanlidynastiet, som var støttet af Det osmanniske rige. Krigen endte med amerikansk/svensk sejr.